# Slinkyjeva spirala
Slinkyjeva spirala je prostorska krivulja, ki jo sestavlja spirala navita okoli vijačnice.
Njene parametrične enačbe so
{\displaystyle x=[R+a\cos(\omega t)]{\text{ }}\cos t}
{\displaystyle y=[R+a\cos(\omega t)]{\text{ }}\sin t}
{\displaystyle z=ht+a\sin(\omega t)}.
Enačbe za dolžino loka, ukrivljenost in vzvoj so zelo komplicirane.